# Za Kalvarijo
Za Kalvarijo je naselje v Mestni občini Maribor.